# N9 (Ghana)
De N9 of National Road 9 is een nationale weg in Ghana die de steden Tamale en Yendi met elkaar verbindt. De weg is ongeveer 100 kilometer lang en loopt door de regio Northern.
De N9 begint in Tamale. Hier sluit de weg aan op de N10 naar Techiman en Bolgatanga. Daarna loopt de weg oostwaarts via Jimle naar Yendi, waar de weg aansluit op de N2 naar Jasikan en Nalerigu.